# Liste der Stolpersteine in Göppingen

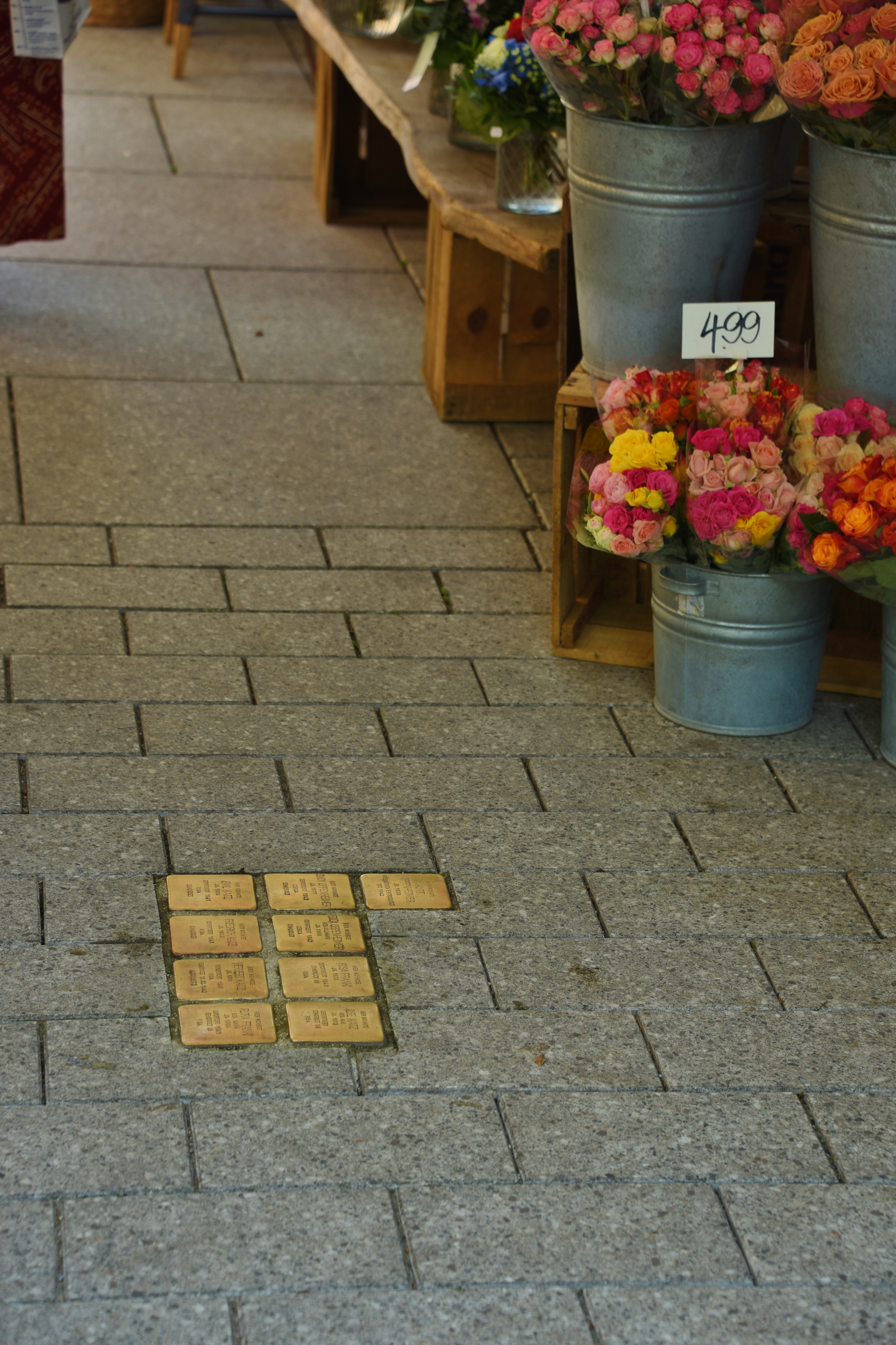
Stolpersteine in Göppingen

Die Liste der Stolpersteine in Göppingen enthält alle
106
Stolpersteine, die im Rahmen des gleichnamigen Projekts von Gunter Demnig in der Stadt Göppingen zwischen dem 27. September 2005 und dem 2. Oktober 2023 verlegt wurden. Mit ihnen soll an Opfer des Nationalsozialismus erinnert werden, die in Göppingen lebten und wirkten.

## Stolpersteine in Göppingen
| Bild | Person, Inschrift | Verlegeort                                        | Verlege- datum | Information |
| --- | --- | ------------------------------------------------- | -------------- | --- |
| Bild gesucht Die Wikipedia wünscht sich an dieser Stelle ein Bild vom Ort mit diesen Koordinaten 48.700994 9.651781 . Weitere Infos zum Motiv findest du vielleicht auf der Diskussionsseite . Falls du dabei helfen möchtest, erklärt die Anleitung , wie das geht. BW                                                       | HIER WOHNTE FRIDA DETTELBACHER JG. 1868 ZWANGSEINGEWIESEN 1942 ALTERSHEIM DELLMENSINGEN TOT 7.8.1942                                             | Bahnhofstraße 4 ·                                 | 2. Okt. 2013   | Frida Dettelbacher wurde am 13. Juni 1868 in Göppingen geboren. Von 1888 bis 1896 war sie Organistin der jüdischen Gemeinde, zu deren Mittelpunkt sich das Hotel Dettelbacher in den Jahren ab 1933 entwickelte. Eine ihrer Schwestern war Sophie Bodenheimer. Nach den Pogromen vom 9. November 1938 folgten mehrere erzwungene Umzüge in das Judenhaus Mörikestraße 30 und das Altenheim im Schloss Dellmensingen, wo Frida Dettelsbacher drei Tage nach ihrer Ankunft 1942 starb. |
| | HIER WOHNTE ERICH BANEMANN JG. 1922 DEPORTIERT 1941 RIGA ERMORDET                                                                                | Burgstraße 16 (Lage)                              | 21. Mai 2009   | Erich Siegfried Banemann wurde am 11. Januar 1922 als Sohn von Stefan und Hedwig Banemann in Stuttgart geboren. Nach dem zwangsweisen Verlassen ihrer Göppinger Wohnung durchlief die Familie die Sammelstellen Schillerschule (Göppingen) und Killesberg (Stuttgart). Am 1. Dezember 1941 wurde sie von Stuttgart in das Außenlager Gut Jungfernhof des Ghettos Riga deportiert. 1944 war Erich Banemann im KZ Stutthof inhaftiert. Einem Augenzeugenbericht zufolge starb er während eines Todesmarsches. |
| | HIER WOHNTE HEDWIG BANEMANN GEB. WORTSMANN JG. 1890 DEPORTIERT 1941 RIGA ERMORDET                                                                | Burgstraße 16 (Lage)                              | 21. Mai 2009   | Henriette Hedwig Banemann wurde am 27. Juni 1890 als Tochter von Nathan und Julie Wortsmann in Göppingen geboren. Sie war seit 1921 mit Stefan Banemann verheiratet. Das Ehepaar hatte zwei Kinder, Erich (* 1922) und Inge (* 1930). In der Reichspogromnacht 1938 wurde das Ehepaar laut einem Augenzeugenbericht schwer misshandelt. Nach dem zwangsweisen Verlassen ihrer Wohnung durchlief die Familie die Sammelstellen Schillerschule (Göppingen) und Killesberg (Stuttgart). Am 1. Dezember 1941 wurde sie von Stuttgart in das Außenlager Gut Jungfernhof des Ghettos Riga deportiert. Hedwig Banemanns weiteres Schicksal ist unbekannt. Sie gilt als ermordet bzw. verschollen. |
| | HIER WOHNTE INGE BANEMANN JG. 1930 DEPORTIERT 1941 RIGA ERMORDET                                                                                 | Burgstraße 16 (Lage)                              | 21. Mai 2009   | Inge Gudrun Banemann wurde am 8. März 1930 als Tochter von Stefan und Hedwig Banemann in Stuttgart geboren. Nach dem zwangsweisen Verlassen ihrer Göppinger Wohnung durchlief die Familie die Sammelstellen Schillerschule (Göppingen) und Killesberg (Stuttgart). Am 1. Dezember 1941 wurde sie von Stuttgart in das Außenlager Gut Jungfernhof des Ghettos Riga deportiert. Inge Banemanns weiteres Schicksal ist unbekannt. Sie gilt als ermordet bzw. verschollen. |
| | HIER WOHNTE STEPHAN BANEMANN JG. 1891 DEPORTIERT 1941 RIGA ERMORDET                                                                              | Burgstraße 16 (Lage)                              | 21. Mai 2009   | Stefan Banemann wurde am 17. August 1891 als Sohn von Salomom Banemann und Frieda Baumann in Burgkunstadt geboren. Er war seit 1921 mit Hedwig Banemann, geb. Wortsmann, verheiratet. Das Ehepaar hatte zwei Kinder, Erich (* 1922) und Inge (* 1930). 1921 trat Stefan Banemann in das Familienunternehmen seiner Frau, „Felle und Pelzwaren Josef Einstein & Söhne“, ein. In der Reichspogromnacht 1938 wurde die Göppinger Synagoge, die nur wenige Meter vom Wohnhaus der Banemanns entfernt lag, zerstört. Einem Augenzeugenbericht zufolge wurde das Ehepaar in dieser Nacht schwer misshandelt. 1939 wurde der Grundbesitz der Banemanns enteignet. Die Familie durfte aber zunächst zur Miete weiter in ihrem ehemaligen Haus wohnen. Am 27. November 1941 musste die Familie Banemann dann aber ihre Wohnung verlassen. Ihr restlicher Besitz wurde enteignet. Danach durchlief die Familie die Sammelstellen Schillerschule (Göppingen) und Killesberg (Stuttgart). Am 1. Dezember 1941 wurde sie von Stuttgart in das Außenlager Gut Jungfernhof des Ghettos Riga deportiert. Stefan Banemanns weiteres Schicksal ist unbekannt. Er gilt als ermordet bzw. verschollen. |
| | HIER WOHNTE JAKOB BARBIAN JG. 1900 VERHAFTET 1940 BUCHENWALD ERMORDET 18.3.1943                                                                  | Metzgerstraße 72 ·                                | 8. März 2018   | Jakob Barbian, geboren am 23. November 1900 in Neunkirchen/Saar, wohnte in der Metzgerstraße 72. Im Jahr 1940 wurde er ins KZ Dachau deportiert und im März 1943 im KZ Buchenwald ermordet. Wegen kleinerer Vergehen war der Bergmann zunächst zu einer kurzen Gefängnisstrafe verurteilt, nach der Haftentlassung aber ohne Urteil jahrelang in Konzentrationslagern gequält worden. Er kam am 18. März 1943 im KZ Buchenwald ums Leben. Der Stolperstein erinnert also an ein nichtjüdisches Opfer der Nazis. |
| Bild gesucht Der Benutzer GeorgDerReisende ( Diskussion ) wünscht sich an dieser Stelle ein Bild vom Ort mit diesen Koordinaten 48.700735 9.656972 . Motiv: Geislinger Straße 2: die Stolpersteine für die Familie Bernheimer, die Lage und das Haus Falls du dabei helfen möchtest, erklärt die Anleitung , wie das geht. BW | HIER WOHNTE ANNELIESE BERNHEIMER JG. 1922 FLUCHT 1938 USA                                                                                        | Geislinger Straße 2 ·                             | 2. Okt. 2023   | |
| Bild gesucht Die Wikipedia wünscht sich an dieser Stelle ein Bild vom hier behandelten Ort. Weitere Infos zum Motiv findest du vielleicht auf der Diskussionsseite . Falls du dabei helfen möchtest, erklärt die Anleitung , wie das geht. BW                                                                                 | HIER WOHNTE BEATE BERNHEIMER JG. 1921 FLUCHT 1938 USA                                                                                            | Geislinger Straße 2 ·                             | 2. Okt. 2023   | |
| Bild gesucht Die Wikipedia wünscht sich an dieser Stelle ein Bild vom hier behandelten Ort. Weitere Infos zum Motiv findest du vielleicht auf der Diskussionsseite . Falls du dabei helfen möchtest, erklärt die Anleitung , wie das geht. BW                                                                                 | HIER WOHNTE EUGEN BERNHEIMER JG. 1878 'SCHUTZHAFT' 1938 KZ DACHAU FIRMA BORATO-DESTILLERIE 'ARISIERT' FLUCHT 1939 USA                            | Geislinger Straße 2 ·                             | 2. Okt. 2023   | |
| Bild gesucht Die Wikipedia wünscht sich an dieser Stelle ein Bild vom hier behandelten Ort. Weitere Infos zum Motiv findest du vielleicht auf der Diskussionsseite . Falls du dabei helfen möchtest, erklärt die Anleitung , wie das geht. BW                                                                                 | HIER WOHNTE MARGOT BERNHEIMER JG. 1924 FLUCHT 1938 USA                                                                                           | Geislinger Straße 2 ·                             | 2. Okt. 2023   | |
| Bild gesucht Die Wikipedia wünscht sich an dieser Stelle ein Bild vom hier behandelten Ort. Weitere Infos zum Motiv findest du vielleicht auf der Diskussionsseite . Falls du dabei helfen möchtest, erklärt die Anleitung , wie das geht. BW                                                                                 | HIER WOHNTE SELMA BERNHEIMER GEB. SIMON JG. 1893 FLUCHT 1939 USA                                                                                 | Geislinger Straße 2 ·                             | 2. Okt. 2023   | |
| | HIER WOHNTE SOFIE BODENHEIMER GEB. DETTELBACHER JG. 1863 DEPORTIERT 1942 THERESIENSTADT TOT 24.9.1942                                            | Frühlingstraße 29 ·                               | 19. Sep. 2012  | Sofie Bodenheimer geb. Dettelbacher, geboren am 14. August 1864 in Göppingen, wuchs als eines von zehn Kindern eines Hotelbesitzers und als Schwester von Frida Dettelbacher auf. Sie lebte als Frau eines Rabbis in Göppingen. 1942 wurde sie über mehrere Stationen ins Ghetto Theresienstadt deportiert, wo sie am 24. September 1942 an den mörderischen Lebensumständen starb. |
| Bild gesucht Die Wikipedia wünscht sich an dieser Stelle ein Bild vom Ort mit diesen Koordinaten 48.699031 9.649438 . Weitere Infos zum Motiv findest du vielleicht auf der Diskussionsseite . Falls du dabei helfen möchtest, erklärt die Anleitung , wie das geht. BW                                                       | HIER WOHNTE ROSA BÜHLER GEB. HEUMANN JG. 1870 DEPORTIERT 1942 THERESIENSTADT 1942 TREBLINKA ERMORDET                                             | Bergstraße 11/1 ·                                 | 2. Okt. 2013   | Rosa Bühler wurde am 2. April 1870 in Göppingen als Rosa Heumann geboren. Nach dem Tod ihrer Kinder im Säuglingsalter und dem frühen Tod ihres Mannes zog sie 1936 von München nach Göppingen, wo sie das Haus Bergstraße 11/1 kaufte. Am 23. August 1942 wurde sie mit anderen in einen Zug gesperrt, der vom Stuttgarter Nordbahnhof in das Ghetto Theresienstadt fuhr. Am 29. September 1942 wurde sie in das Vernichtungslager Treblinka deportiert, wo sie ermordet wurde. Die Reichsfinanzverwaltung verkaufte das Haus an den Göppinger HJ-Führer Paul Schillo. |
| | HIER WOHNTE LOTHAR DREIFUSS JG. 1916 DEPORTIERT 1941 RIGA KZ JUNGFERNHOF ?                                                                       | Gartenstraße 2 ·                                  | 25. Nov. 2011  | Lothar Dreifuß wurde am 24. April 1916 in Königsbach geboren. Nach dem Pogromen vom 10. November 1938 plante die Familie die Auswanderung nach Brasilien, konnte ihren Sohn wegen seiner geistigen Behinderung nicht mitnehmen. Er zog zur Schwester seines Vaters Lotte Sinn auf die Gartenstraße 2, beide mussten nach wenigen Monaten zwangsweise zur Familie Dörzbacher in die Geislinger Straße 6 umziehen. Am 28. November 1941 wurden beide in das Konzentrationslager Jungfernhof bei Riga deportiert und wahrscheinlich im angrenzenden Wald von Biķernieki erschossen. |
| | HIER WOHNTE ROBERT EINSTEIN JG. 1902 'EINGEWIESEN' 26.11.1940 GRAFENECK ERMORDET 26.11.1940 AKTION T4                                            | Burgstraße 14 ·                                   | 2. Okt. 2013   | Robert Leopold Einstein war das Kind einer Kaufmannsfamilie, er wurde am 2. Oktober 1902 in Göppingen geboren. Der Niedergang des Geschäftes wurde mit dem Tod des Vaters und Onkels, die das Unternehmen führten, eingeläutet. Mit der endgültigen Aufgabe des Geschäftes durch seinen Cousin Stefan Banemann scheint eine Welt zerbrochen zu sein. Ab 28. November 1929 war er „Schizophrenie“-Patient der Heilanstalten Rottenmünster, Liebenau und Markgröningen. Am 26. November 1940 wurde er mit einem Bustransport in die Tötungsanstalt Grafeneck gebracht und noch am selben Tag umgebracht. |
| Bild gesucht Die Wikipedia wünscht sich an dieser Stelle ein Bild vom Ort mit diesen Koordinaten 48.70779 9.65153 . Weitere Infos zum Motiv findest du vielleicht auf der Diskussionsseite . Falls du dabei helfen möchtest, erklärt die Anleitung , wie das geht. BW                                                         | HIER WOHNTE FRITZ MAX ERLANGER JG. 1913 DEPORTIERT 1941 RIGA 1944 STUTTHOF ERMORDET                                                              | Schillerstraße 33 ·                               | 2. Okt. 2013   | Fritz Max Erlanger wurde am 31. März 1913 in Pfarrkirchen geboren. Im September 1936 wurde er Kantor und Lehrer der Israelitischen Gemeinde Göppingen, zu einer Zeit als jüdische Kinder der Ausgrenzung ausgesetzt waren. In der Nacht vom 9. auf 10. November 1938, als die Synagoge in Brand gesetzt wurde, gehörte er zu den jüdischen Männern, die verhaftet und am Morgen des 10. Novembers ins KZ Dachau verfrachtet wurden. Bis zum 5. Dezember wurde er festgehalten. Zu der Zeit wohnte er bereits zwangsweise im Judenhaus. 1941 heiratete er Edeltraud Lapidas. Durch Deportation gelangten beide ins Ghetto nach Riga, das KZ Kaiserwald, weiter in das KZ Stutthof bei Danzig. Über seinen Tod ist nichts bekannt, viele Insassen starben auf Todesmärschen. |
| | HIER WOHNTE ARTHUR FLEISCHER JG. 1888 FLUCHT FRANKREICH DEPORTIERT 1943 AUS DRANCY LUBLIN ERMORDET                                               | Nördliche Ringstraße 33 ·                         | 1. Mai 2010    | |
| | HIER WOHNTE PAULA FLEISCHER GEB. HAMMEL JG. 1885 FLUCHT FRANKREICH DEPORTIERT 1943 GURS TOT AN FOLGEN 7.7.1945                                   | Nördliche Ringstraße 33 ·                         | 1. Mai 2010    | |
| | HIER WOHNTE IRMA FLEISCHER GEB. MAY JG. 1894 FLUCHT FRANKREICH DEPORTIERT 1941 RIGA ERMORDET 1942                                                | Hauptstraße 11 ·                                  |                | Irma Fleischer geb. May |
| | HIER WOHNTE JULIUS FLEISCHER JG. 1882 FLUCHT FRANKREICH DEPORTIERT 1941 RIGA ERMORDET 26.2.1942                                                  | Hauptstraße 11 ·                                  |                | Julius Fleischer |
| | HIER WOHNTE ROSA FLEISCHER GEB. GOLDSTEIN JG. 1874 DEPORTIERT 1942 THERESIENSTADT TOT 12.12.1942                                                 | Lutherstraße 11 ·                                 | 25. Nov. 2011  | Rosa Fleischer geb. Goldstein |
| | HIER WOHNTE WILHELM FLEISSIG JG. 1906 DEPORTIERT 1941 ERMORDET IN RIGA/JUNGFERNHOF                                                               | Geislinger Straße 6 ·                             | 19. Sep. 2012  | |
| | HIER WOHNTE FLORA FRANK GEB. KAHN JG. 1894 DEPORTIERT 1941 ERMORDET IN RIGA                                                                      | Grabenstraße 18 ·                                 | 1. Mai 2010    | Flora Frank geb. Kahn war das siebte von dreizehn Kindern des jüdischen Ehepaars Henriette und Isaac Kahn. Sie wurde am 8. November 1894 in Rhaunen bei Bernkastel geboren. Im Dezember 1938 zog die Familie von Rodalben nach Pirmasens und (wegen Einrichtung der Roten Zone) weiter nach Göppingen, wo Flora mit ihrer Stieftochter Rosa bis zum Tod ihres Mannes Heinrich Frank zunächst in der Grabenstraße 18 bei der Familie Oppenheimer unterkam. „Abgemeldet ins Reichskommissariat Osten, Riga, 28.11.1941“ lautete das Todesurteil für Flora und Rosa Frank. Deportiert in das Lager Jungfernhof bei Riga und das KZ Kaiserwald, wurden sie später ins Lager Stutthof bei Danzig deportiert, wo die Nachricht über ihr Eintreffen vom 1. Oktober 1944 das letzte Lebenszeichen ist. |
| | HIER WOHNTE ROSA FRANK JG. 1920 DEPORTIERT 1941 ERMORDET IN RIGA                                                                                 | Grabenstraße 18 ·                                 | 1. Mai 2010    | Rosa Frank geb. Mayer wurde am 27. September 1920 in Rodalben geboren. Sie war die Tochter von Heinrich Frank und Lina Mayer (verstorben 1939). Nach der Entlassung des Vaters, der in der Pogromnacht 1938 verhaftet wurde, musste die Familie im Dezember 1938 nach Pirmasens und (wegen Einrichtung der Roten Zone) weiter nach Göppingen übersiedeln. Bis zum Tod ihres Vaters im Dezember 1940 lebten sie in der Grabenstraße 18 bei der Familie Oppenheimer. Nach weiteren Wohnungswechseln wurden sie im November 1941 in das Lager Jungfernhof bei Riga deportiert und gelangten später weiter in das KZ Kaiserwald. Nach dessen Evakuation wurden sie ins Lager Stutthof bei Danzig gebracht, wo die Nachricht über ihr Eintreffen vom 1. Oktober 1944 das letzte Lebenszeichen ist. |
| | HIER WOHNTE HEDWIG FRANKFURTER GEB. EPSTEIN JG. 1877 DEPORTIERT 1942 THERESIENSTADT 1944 AUSCHWITZ ERMORDET                                      | Lutherstraße 11 ·                                 | 25. Nov. 2011  | Hedwig Frankfurter geb. Epstein stammte aus Augsburg und heiratete 1898 Sigmund Frankfurter und bekam zwei Kinder (Heinrich 1901, Richard 1911), die in der Buntweberei Gebr. Frankfurter OHG arbeiteten. Nach dem Zwangsverkauf der Firma ihres Mannes versuchten sie, nach Palästina und Peru auszureisen. In ihrem Haus wurden immer mehr Juden einquartiert. Hedwig, Sigmund und ihr Sohn Jakob Frankfurter wurden über Stuttgart, Lager Killesberg, am 28.8.1942 in das KZ Theresienstadt deportiert. Hedwig arbeitete in der Lagerküche. Am 16. Mai 1944 wurde sie in das KZ Auschwitz deportiert und wahrscheinlich sofort ermordet. |
| | HIER WOHNTE JAKOB FRANKFURTER JG. 1868 DEPORTIERT 1941 ERMORDET IN RIGA                                                                          | Lutherstraße 11 ·                                 | 25. Nov. 2011  | Jakob Frankfurter, geboren 1868, dessen Familie in Göppingen lebte, wohnte und arbeitete von 1932 bis 1941 in Stuttgart im eigenen Unternehmen Buntweberei Gebr. Frankfurter OHG. Im Rahmen der Judenverfolgung kehrte er 1941 mit seiner deutschen Freundin Clara nach Göppingen zurück und lebte im Hause seines Bruders. Am 28. August 1942 wurde er zusammen mit seinem älteren Bruder Sigmund Frankfurter und seiner Schwägerin Hedwig Frankfurter über das Stuttgarter Lager Killesberg in das KZ Theresienstadt deportiert. Dort starb er 74-jährig an den mörderischen Haftbedingungen schon am 10. Dezember desselben Jahres. Sein Bruder Sigmund starb bereits am 1. November, seine Schwägerin Hedwig wurde 1944 im KZ Auschwitz ermordet. Auch seine verwitwete Schwester Ida Bach, die in Augsburg lebte, starb im KZ Theresienstadt. |
| | HIER WOHNTE SIGMUND FRANKFURTER JG. 1866 DEPORTIERT 1942 THERESIENSTADT TOT 1.11.1942                                                            | Lutherstraße 11 ·                                 | 25. Nov. 2011  | Sigmund Frankfurter heiratete 1898 die aus Augsburg stammende Hedwig Epstein, bekam zwei Kinder (Heinrich 1901, Richard 1911), die in der Buntweberei Gebr. Frankfurter OHG arbeiteten. Seit Februar 1921 war er im Vorstand der Jüdischen Gemeinde. Er war Handelsrichter, im Vorstand der Ortskrankenkasse und in weiteren Gesellschaften aktiv. Nach der Pogromnacht 1938 wurde er ins Gefängnis geworfen. Nach dem folgenden Zwangsverkauf der Firma an Nazi-Funktionäre versuchten sie, zu ihren Söhnen nach Palästina bzw. Peru auszureisen. In ihrem Haus, das sie 1924 kauften, wurden immer mehr Juden einquartiert. Hedwig, Sigmund und sein Bruder Jakob Frankfurter wurden über Stuttgart, Lager Killesberg, am 28. August 1942 in das KZ Theresienstadt deportiert. Sigmund Frankfurter starb am 1. November 1942 an den Haftbedingungen. |
| Bild gesucht Die Wikipedia wünscht sich an dieser Stelle ein Bild vom Ort mit diesen Koordinaten 48.7048642 9.6522082 . Weitere Infos zum Motiv findest du vielleicht auf der Diskussionsseite . Falls du dabei helfen möchtest, erklärt die Anleitung , wie das geht. BW                                                     | JOHANN GAHR JG. 1880 VERHAFTET 19.1.1939 WG. 'HOCHVERRAT' OBERAMTSGEFÄNGNIS ERMORDET 20.1.1939                                                   | Marstallstraße 11 (heutige Jugendarrestanstalt) · | 15. Feb. 2008  | Johann Gahr |
| | HIER WOHNTE DAVID GESCHMAY JG. 1859 DEPORTIERT 1942 THERESIENSTADT TOT 4.9.1942                                                                  | Metzgerstraße 16 ·                                | Feb. 2008      | |
| | HIER WOHNTE PAULINE GESCHMAY GEB. SCHLOSSBERGER JG. 1865 DEPORTIERT 1942 THERESIENSTADT WEITERDEPORTIERT ERMORDET                                | Metzgerstraße 16 ·                                | Feb. 2008      | |
| | HIER WOHNTE EMILIE GOLDSTEIN JG. 1875 DEPORTIERT 1942 THERESIENSTADT 1944 AUSCHWITZ ERMORDET                                                     | Lutherstraße 11 ·                                 | 25. Nov. 2011  | Emilie Goldstein |
| | HIER WOHNTE PAULINE GUGGENHEIM GEB. HAMMEL JG. 1887 GEDEMÜTIGT/ENTRECHTET FLUCHT IN DEN TOD 7.12.1939                                            | Grabenstraße 20 ·                                 |                | Pauline Guggenheim geb. Hammel |
| | HIER WOHNTE BETTY HEIMANN GEB. BERGMANN JG. 1888 DEPORTIERT 1942 THERESIENSTADT ERMORDET 1944 IN AUSCHWITZ                                       | Hauptstraße 2 ·                                   |                | Betty Heimann geb. Bergmann |
| | HIER WOHNTE FELICIA HEIMANN JG. 1906 DEPORTIERT 1941 RIGA KZ JUNGFERNHOF ?                                                                       | Bahnhofstraße 26 ·                                |                | Felicia Heimann |
| | HIER WOHNTE JENNY HEIMANN GEB. SICHER JG. 1873 DEPORTIERT 1942 THERESIENSTADT TOT 26.9.1942                                                      | Bahnhofstraße 26 ·                                |                | Jenny Heimann geb. Sicher |
| | HIER WOHNTE LOUIS HEIMANN JG. 1877 DEPORTIERT 1942 THERESIENSTADT ERMORDET 15.8.1943                                                             | Hauptstraße 2 ·                                   |                | Louis Heimann |
| | HIER WOHNTE EMIL HILB JG. 1864 DEPORTIERT 1942 THERESIENSTADT ERMORDET IN TREBLINKA                                                              | Frühlingstraße 29 ·                               | 19. Sep. 2012  | Emil Hilb |
| | HIER WOHNTE ELSA HIRSCH JG. 1898 DEPORTIERT 1941 RIGA ERMORDET                                                                                   | Spitalstraße 17 ·                                 | 19. Sep. 2012  | Elsa Hirsch |
| | HIER WOHNTE HERMANN HIRSCH JG. 1886 VERHAFTET 1938 DACHAU TOT AN HAFTFOLGEN 10.2.1939                                                            | Spitalstraße 17 ·                                 | 19. Sep. 2012  | Hermann Hirsch |
| | HIER WOHNTE MAX HIRSCH JG. 1859 DEPORTIERT 1942 THERESIENSTADT TOT 29.8.1942                                                                     | Spitalstraße 17 ·                                 | 19. Sep. 2012  | Max Hirsch |
| | HIER WOHNTE JENNY HIRSCHHAHN GEB. LEOPOLD JG. 1883 DEPORTIERT 1941 ERMORDET IN RIGA/JUNGFERNHOF                                                  | Geislinger Straße 6 ·                             |                | Jenny Hirschhahn geb. Leopold |
| | HIER WOHNTE EMIL KATZ JG. 1904 DEPORTIERT 1941 RIGA ERMORDET                                                                                     | Grabenstraße 18 ·                                 | 1. Mai 2010    | Emil Katz |
| | HIER WOHNTE FRIEDRICH KATZ JG. 1906 DEPORTIERT 1941 RIGA ERMORDET                                                                                | Grabenstraße 18 ·                                 | 1. Mai 2010    | Friedrich Katz |
| | HIER WOHNTE GERHARD KATZ JG. 1933 DEPORTIERT 1941 ERMORDET IN RIGA                                                                               | Spitalstraße 17 ·                                 | 19. Sep. 2012  | Gerhard Katz |
| | HIER WOHNTE HERBERT KATZ JG. 1909 DEPORTIERT 1941 RIGA ERMORDET 10.11.1942 AUSCHWITZ                                                             | Grabenstraße 18 ·                                 | 1. Mai 2010    | Herbert Katz |
| | HIER WOHNTE ILSE KATZ GEB. MAI JG. 1913 DEPORTIERT ERMORDET IN RIGA                                                                              | Grabenstraße 18 ·                                 | 1. Mai 2010    | Ilse Katz geb. Mai |
| | HIER WOHNTE JOANETTE KATZ GEB. FRANK JG. 1874 DEPORTIERT 1942 THERESIENSTADT TOT 26.5.1944                                                       | Spitalstraße 17 ·                                 | 19. Sep. 2012  | Johanette Katz geb. Frank |
| | HIER WOHNTE ROSA KATZ JG. 1905 DEPORTIERT 1941 ERMORDET IN RIGA                                                                                  | Spitalstraße 17 ·                                 | 19. Sep. 2012  | Rosa Katz |
| | HIER WOHNTE WILHELM KATZ JG. 1872 DEPORTIERT 1942 THERESIENSTADT TOT 8.5.1944                                                                    | Spitalstraße 17 ·                                 | 19. Sep. 2012  | Wilhelm Katz |
| | HIER WOHNTE EMMA KIRCHHAUSEN GEB. NÖRDLINGER JG. 1876 DEPORTIERT 1942 THERESIENSTADT TOT 26.10.1942                                              | Gartenstraße 48 ·                                 |                | Emma Kirchhausen geb. Nördlinger |
| | HIER WOHNTE SIGMUND KIRCHHAUSEN JG. 1874 DEPORTIERT 1942 THERESIENSTADT TOT 2.8.1943                                                             | Gartenstraße 48 ·                                 |                | Sigmund Kirchhausen |
| | HIER WOHNTE ESTER KUTTNER GEB. ZITTER JG. 1882 DEPORTIERT 1941 RIGA KZ JUNGFERNHOF ?                                                             | Mittlere Karlstraße 79 ·                          |                | Ester Kuttner |
| | HIER WOHNTE GEORG LENDT JG. 1873 ZWANGSUMZUG 'JUDENHAUS' VERHAFTET 1942 MAUTHAUSEN ERMORDET 13.6.1942                                            | Marktstraße 8 ·                                   | 16. Mai 2014   | Georg Lendt, ein Kaufmann, geboren am 22. Dezember 1873 in Bruss, lebte in der Marktstraße 8, wo auch sein großes Kaufhaus stand. Er war der letzte Vorsteher der Göppinger jüdischen Gemeinde. Seine Frau Mathilde verstarb 1940. Der Witwer wurde am 13. Juni 1942 verhaftet und am 22. August 1942 in das KZ Mauthausen deportiert. Zwei Tage später wurde er dort ermordet, „auf der Flucht erschossen“ lautete die verschleiernde Aussage der Nazis. Der Umstand, dass er als Jude im Jahr 1942 einige geschenkte Eier besaß, die umgestempelt waren, war der Anlass seiner Verhaftung. 13. Juni 1942 im Konzentrationslager Mauthausen |
| | HIER WOHNTE MATHILDE LENDT GEB. DAHLBERG JG. 1875 ZWANGSUMZUG 'JUDENHAUS' TOT 18.8.1940                                                          | Marktstraße 8 ·                                   | 16. Mai 2014   | Mathilde Lendt geb. Dahlberg |
| | HIER WOHNTE IDA LÖWENSTEIN GEB. GUNZ JG. 1875 ZWANGSUMZUG JÜDISCHES ALTERSHEIM DEPORTIERT TREBLINKA ERMORDET 29.9.1942                           | Poststraße 18 ·                                   | 16. Mai 2014   | Ida Löwenstein geb. Gunz wurde am 25. Mai 1875 in Augsburg geboren. Sie wohnte kinderlos mit ihrem Mann Julius in der Poststraße 18. Das Paar zog schon im Juni 1933 in ein jüdisches Altersheim bei Heilbronn, wo Julius Ende 1941 starb. Wie Johanna Frey wurde sie im August 1942 ins KZ Ghetto Theresienstadt verbracht. Ida Löwenstein wurde am 29. September 1942 im Vernichtungslager Treblinka ermordet. |
| | HIER WOHNTE JULIUS LÖWENSTEIN JG. 1868 ZWANGSUMZUG JÜDISCHES ALTERSHEIM TOT 2.11.1941 HEILBRONN                                                  | Poststraße 18 ·                                   | 16. Mai 2014   | Julius Löwenstein wurde am 29. Mai 1868 in Göppingen geboren. Er war mit Ida geb. Gunz verheiratet, die Ehe blieb kinderlos. Er wohnte mit ihr in der Poststraße 18. Bereits im Juni 1933 zogen die beiden in ein jüdisches Altersheim bei Heilbronn, wo er am 2. November 1941 starb. |
| | HIER WOHNTE ELSBETH OBERDORFER GEB. HILB JG. 1900 DEPORTIERT 1941 RIGA/JUNGFERNHOF ERMORDET 27.3.1942                                            | Frühlingstraße 29 ·                               | 19. Sep. 2012  | Elsbeth Oberdorfer |
| | HIER WOHNTE FRANZ SEPP OBERDORFER JG. 1938 DEPORTIERT 1941 RIGA/JUNGFERNHOF ERMORDET 27.3.1942                                                   | Frühlingstraße 29 ·                               | 19. Sep. 2012  | Franz-Sepp Oberdorfer |
| | HIER WOHNTE LUDWIG OBERDORFER JG. 1892 DEPORTIERT 1941 RIGA/JUNGFERNHOF ERMORDET 27.3.1942                                                       | Frühlingstraße 29 ·                               | 19. Sep. 2012  | Ludwig Oberdorfer |
| | HIER WOHNTE FRIDA OPPENHEIMER GEB. ULLMANN JG. 1888 DEPORTIERT 1942 IZBICA ERMORDET                                                              | Grabenstraße 18 ·                                 | 21. Mai 2009   | Frieda Oppenheimer |
| | HIER WOHNTE KURT OPPENHEIMER JG. 1920 GEDEMÜTIGT/ENTRECHTET TOT 1942                                                                             | Grabenstraße 18 ·                                 | 2. Okt. 2013   | Kurt Oppenheimer |
| | HIER WOHNTE SIMON OPPENHEIMER JG. 1877 DEPORTIERT 1942 IZBICA ERMORDET                                                                           | Grabenstraße 18 ·                                 | 21. Mai 2009   | Simon Oppenheimer |
| | HIER WOHNTE REBEKKA PIOTRKOWSKA JG. 1885 'POLENAKTION' 1938 BENTSCHEN/ZBASZYN ŁODZ/LITZMANNSTADT ERMORDET                                        | Marstallstraße 46 ·                               | 16. Mai 2014   | Ein außergewöhnliches Schicksal hatte die sechsköpfige Familie Piotrkowsky, die in der Marstallstraße 46 zur Miete wohnte. Dreien sind Stolpersteine gewidmet: - Isaak (Joachim) Piotrkowsky, geboren am 27. September 1881 in Łódź, der seinen Vornamen in Joachim ändern ließ, - Rebekka Piotrkowsky, geb. Goldmann - Sigmund (Zygmunt) Piotrkowsky Isaak war mit Rebekka geb. Goldmann, geboren am 10. August 1885, verheiratet. Das Paar zog 1910 vier Kinder: Frieda, geb. 1910, Sigmund, geb. am 13. November 1912, Fanny, geb. 1914, und Ella, geb. 1916. Isaak arbeitete von Februar 1916 durchgehend bis zu seiner Abschiebung als Stanzer bei der Spielwarenfabrik Märklin. Als Juden mit polnischer Staatsangehörigkeit wurden sie über Nacht am 28. Oktober 1938 verhaftet und zur polnischen Grenze abgeschoben. Die drei Töchter konnten nach England flüchten. Nach der Besetzung Polens wurden das Ehepaar und ihr Sohn vom NS-Regime ums Leben gebracht: Isaak starb am 29. Juli 1942 im Ghetto Litzmannstadt, Sigmund im KZ Neuengamme kurz vor Kriegsende, am 7. Januar 1945. Rebekkas Todesumstände sind nicht überliefert. |
| | HIER WOHNTE ISAAK PIOTRKOWSKY JG. 1881 'POLENAKTION' 1938 BENTSCHEN/ZBASZYN ŁODZ/LITZMANNSTADT ERMORDET 29.7.1942                                | Marstallstraße 46 ·                               | 16. Mai 2014   | Ein außergewöhnliches Schicksal hatte die sechsköpfige Familie Piotrkowsky, die in der Marstallstraße 46 zur Miete wohnte. Dreien sind Stolpersteine gewidmet: - Isaak (Joachim) Piotrkowsky, geboren am 27. September 1881 in Łódź, der seinen Vornamen in Joachim ändern ließ, - Rebekka Piotrkowsky, geb. Goldmann - Sigmund (Zygmunt) Piotrkowsky Isaak war mit Rebekka geb. Goldmann, geboren am 10. August 1885, verheiratet. Das Paar zog 1910 vier Kinder: Frieda, geb. 1910, Sigmund, geb. am 13. November 1912, Fanny, geb. 1914, und Ella, geb. 1916. Isaak arbeitete von Februar 1916 durchgehend bis zu seiner Abschiebung als Stanzer bei der Spielwarenfabrik Märklin. Als Juden mit polnischer Staatsangehörigkeit wurden sie über Nacht am 28. Oktober 1938 verhaftet und zur polnischen Grenze abgeschoben. Die drei Töchter konnten nach England flüchten. Nach der Besetzung Polens wurden das Ehepaar und ihr Sohn vom NS-Regime ums Leben gebracht: Isaak starb am 29. Juli 1942 im Ghetto Litzmannstadt, Sigmund im KZ Neuengamme kurz vor Kriegsende, am 7. Januar 1945. Rebekkas Todesumstände sind nicht überliefert. |
| | HIER WOHNTE SIEGMUND PIOTRKOWSKY JG. 1912 VERHAFTET 1940 NEUENGAMME LAGER BRAUNSCHWEIG ERMORDET 7.1.1945                                         | Marstallstraße 46 ·                               | 16. Mai 2014   | Ein außergewöhnliches Schicksal hatte die sechsköpfige Familie Piotrkowsky, die in der Marstallstraße 46 zur Miete wohnte. Dreien sind Stolpersteine gewidmet: - Isaak (Joachim) Piotrkowsky, geboren am 27. September 1881 in Łódź, der seinen Vornamen in Joachim ändern ließ, - Rebekka Piotrkowsky, geb. Goldmann - Sigmund (Zygmunt) Piotrkowsky Isaak war mit Rebekka geb. Goldmann, geboren am 10. August 1885, verheiratet. Das Paar zog 1910 vier Kinder: Frieda, geb. 1910, Sigmund, geb. am 13. November 1912, Fanny, geb. 1914, und Ella, geb. 1916. Isaak arbeitete von Februar 1916 durchgehend bis zu seiner Abschiebung als Stanzer bei der Spielwarenfabrik Märklin. Als Juden mit polnischer Staatsangehörigkeit wurden sie über Nacht am 28. Oktober 1938 verhaftet und zur polnischen Grenze abgeschoben. Die drei Töchter konnten nach England flüchten. Nach der Besetzung Polens wurden das Ehepaar und ihr Sohn vom NS-Regime ums Leben gebracht: Isaak starb am 29. Juli 1942 im Ghetto Litzmannstadt, Sigmund im KZ Neuengamme kurz vor Kriegsende, am 7. Januar 1945. Rebekkas Todesumstände sind nicht überliefert. |
| | HIER WOHNTE JULIUS REGENSBURGER JG. 1881 DEPORTIERT 1941 ERMORDET IN RIGA/JUNGFERNHOF                                                            | Querstraße 16 ·                                   | 19. Sep. 2012  | |
| | HIER WOHNTE PAUL REINHARDT JG. 1922 DEPORTIERT 13.3.1943 AUSCHWITZ ERMORDET 22.5.1943                                                            | Eschenbacher Str. 40 · (damals Hausnummer 18) ·   | Apr. 2007      | Paul Reinhardt |
| | HIER WOHNTE PAULA REINHARDT JG. 1921 DEPORTIERT ERMORDET IN AUSCHWITZ                                                                            | Eschenbacher Str. 40 · (damals Hausnummer 18) ·   | Apr. 2007      | Paula Reinhardt |
| | HIER WOHNTE RITA REINHARDT JG. 1941 DEPORTIERT AUSCHWITZ ERMORDET 2.5.1943                                                                       | Eschenbacher Str. 40 · (damals Hausnummer 18) ·   | Apr. 2007      | Rita Reinhardt |
| | HIER WOHNTE RUDI REINHARDT JG. 1942 DEPORTIERT 13.3.1943 AUSCHWITZ ERMORDET 7.4.1943                                                             | Eschenbacher Str. 40 · (damals Hausnummer 18) ·   | Apr. 2007      | Rudi Reinhardt |
| | HIER WOHNTE DORIS RÖDELSHEIMER JG. 1930 DEPORTIERT 1941 RIGA/JUNGFERNHOF ERMORDET 27.3.1942                                                      | Frühlingstraße 29 ·                               | 19. Sep. 2012  | Doris Rödelsheimer |
| | HIER WOHNTE LIESE RÖDELSHEIMER JG. 1928 DEPORTIERT 1941 RIGA/JUNGFERNHOF ERMORDET 27.3.1942                                                      | Frühlingstraße 29 ·                               | 19. Sep. 2012  | Liese Rödelsheimer |
| | HIER WOHNTE ARNOLD ROSINBERG JG. 1936 DEPORTIERT 1941 RIGA ERMORDET                                                                              | Marktstraße 44 ·                                  |                | Arnold Rosinberg |
| | HIER WOHNTE FRITZ ROSINBERG JG. 1901 DEPORTIERT 1941 RIGA ERMORDET                                                                               | Marktstraße 44 ·                                  |                | Fritz Rosinberg |
| | HIER WOHNTE HEINZ ROSINBERG JG. 1933 DEPORTIERT 1941 RIGA ERMORDET                                                                               | Marktstraße 44 ·                                  |                | Heinz Rosinberg |
| | HIER WOHNTE IRMA ROSINBERG GEB. HIRSCHHAHN JG. 1906 DEPORTIERT 1941 RIGA ERMORDET                                                                | Marktstraße 44 ·                                  |                | Irma Rosinberg geb. Hirschhahn |
| | HIER WOHNTE HANNACHA SCHWAB JG. 1941 DEPORTIERT 1942 IZBICA ERMORDET IN REGION LUBLIN                                                            | Geislinger Straße 6 ·                             |                | Hannacha Schwab |
| | HIER WOHNTE MARIANNE SCHWAB GEB. FRANK JG. 1921 DEPORTIERT 1942 IZBICA ERMORDET IN REGION LUBLIN                                                 | Geislinger Straße 6 ·                             |                | Marianne Schwab |
| | HIER WOHNTE MAX SCHWAB JG. 1909 DEPORTIERT 1942 IZBICA ERMORDET IN REGION LUBLIN                                                                 | Geislinger Straße 6 ·                             |                | Max Schwab |
| | HIER WOHNTE HELENE SIMON GEB. HIRSCH JG. 1863 DEPORTIERT 1942 THERESIENSTADT ERMORDET 8.9.1942                                                   | Schloßstraße 16 ·                                 |                | Helene Simon |
| | HIER WOHNTE SOFIE SIMON JG. 1891 DEPORTIERT 1942 IZBICA ERMORDET                                                                                 | Schloßstraße 16 ·                                 |                | Sofie Simon |
| | HIER WOHNTE LOTTE SINN GEB. DREIFUSS JG. 1880 DEPORTIERT 1941 RIGA KZ JUNGFERNHOF ?                                                              | Gartenstraße 2 ·                                  | 25. Nov. 2011  | Lotte Sinn |
| | HIER WOHNTE ERNA STERN GEB. STRAUSS JG. 1893 DEPORTIERT 1941 RIGA JUNGFERNHOF ERMORDET                                                           | Franklinstraße 5 ·                                |                | Erna Stern geb. Strauss |
| | HIER WOHNTE HILDE BERTA STERN JG. 1929 DEPORTIERT 1941 RIGA JUNGFERNHOF ERMORDET                                                                 | Franklinstraße 5 ·                                |                | Hilde Berta Stern |
| | HIER WOHNTE LEO STERN JG. 1892 DEPORTIERT 1941 RIGA JUNGFERNHOF ERMORDET                                                                         | Franklinstraße 5 ·                                |                | Leo Stern |
| | HIER WOHNTE BERTHA TÄNZER GEB. STRAUSS JG. 1878 DEPORTIERT 1942 THERESIENSTADT ERMORDET 25.9.1943                                                | Freihofstraße 46 · (Aron Tänzer Haus) ·           | Apr. 2007      | |
| | HIER WOHNTE PAULA ZITTER JG. 1882 DEPORTIERT 1941 RIGA KZ JUNGFERNHOF ERMORDET 26.3.1942 RIGA                                                    | Hauptstraße 20 ·                                  |                | Paula Zitter geb. Rottmann wurde am 15. Februar 1881 oder 1882 geboren. Sie heiratete Samuel Zitter (1875-1940). Das Paar hatte vier Töchter: Rosa (geb. 1907, siehe unten) und Sara (geb. 1910, siehe unten), beide geboren im polnischen Łódź sowie Frida (geb. 1914) und Selma. Ihr Ehemann hatte zwei Geschwister, Pinkus (geb. 1877) und Esther (geb. 1882, später verehelichte Kuttner, siehe oben). Alle drei Geschwister kamen mit ihren Familien nach Deutschland. Dort konnte Samuel Zitter sich und seiner Familie einen beachtlichen sozialen Aufstieg erarbeiten: 1914 wurde er noch als Tagelöhner geführt, 1924 bereits in seinem Lehrberuf als Weber und ab 1927 wohnt die Familie in einem bürgerlichen Wohnviertel, in der Hauptstraße 20. Die Zitters beachteten die jüdischen Feiertage und die Speisegesetze, sie hielten sich an Gesetz und Recht des neuen Heimatlandes. Ab 1933 verschlechterten sich die Lebensbedingungen dramatisch. Alle vier Töchter blieben in ihrer Göppinger Zeit ledig und übten einen Beruf aus, Rosa als Schreibkraft, Sara als Näherin und Frida als Verkäuferin im Guggenheim'schen Textilgeschäft. Im März 1939 flüchteten die zwei jüngeren Töchter nach England. Die Familie musste im Juli 1939 in ein sogenanntes Judenhaus in der Geistiger Straße übersiedeln. 1940 verstarb ihr Ehemann. „Nazideutschland wurde für die Hiergebliebenen zur Todesfalle“, schreibt die Website Stolperstein Initiative Göppingen. Am 28. November 1941 wurden Paula Zitter und die beiden älteren Töchter verhaftet, am 1. Dezember wurden sie von Stuttgart aus nach Riga deportiert. Sie mussten dort Zwangsarbeit leisten und konnten mit Müh und Not den ersten Winter überleben. Im März 1942 wurden die drei Frauen im Rahmen einer zweitägigen Blutorgie von deutschen Nationalsozialisten ermordet. Frida und Selma konnten die Shoah überleben, ebenso alle vier Söhne ihres Schwagers Pinkus. Selma heiratete Martin Goldmann, der sich später White nannte. Das Paar hatte eine Tochter, Susan, die in der Folge in Kanada lebte. Frida heiratete des NS-Überlebenden Emil Liebermann. Die beiden hatten einen Sohn, Peter. Emil und Frida Liebermann lebten bis 1959 in England, danach in Köln. Emil Liebermann starb 1987, seine Frau 2015. |
| | HIER WOHNTE ROSA ZITTER GEB. ROTHMANN JG. 1907 DEPORTIERT 1941 RIGA KZ JUNGFERNHOF ERMORDET 26.3.1942 RIGA                                       | Hauptstraße 20 ·                                  |                | |
| | HIER WOHNTE SARA ZITTER JG. 1910 DEPORTIERT 1941 RIGA KZ JUNGFERNHOF ERMORDET 26.3.1942 RIGA                                                     | Hauptstraße 20 ·                                  |                | |
| | HIER WOHNTE ISAK FRIEDRICH WASSERMANN JG. 1888 LANDESFÜRSORGEANSTALT OBERER RIEFHOF 'VERLEGT' 19.11.1940 GRAFENECK ERMORDET 19.11.1940 AKTION T4 | Kirchstraße 12 ·                                  | 16. Mai 2014   | Isak Friedrich Wassermann kam am 20. September 1888 in Aufhausen zur Welt. Er hatte eine Schwester, Therese Wassermann, lebte als psychisch Kranker lange in Pflegeanstalten. Wie Tausende andere Behinderte und psychisch Kranke wurde er in der ‚Euthanasie’-Aktion der Nazis erfasst und am 19. November 1940 in der Tötungsanstalt Grafeneck getötet. Die Stolpersteine für beide Geschwister wurden gemeinsam gesetzt. |
| | HIER WOHNTE THERESE WASSERMANN JG. 1884 DEPORTIERT 1942 IZBICA ERMORDET                                                                          | Kirchstraße 12 ·                                  | 16. Mai 2014   | Therese Wassermann wurde am 25. April 1884 in Aufhausen geboren. Sie war die Schwester von Isak Friedrich Wassermann. Sie hatte einen kleinen Kiosk in der Marktstraße betrieben, wurde nach Izbica/Lublin deportiert und am 24. April 1942 ermordet. |
| | HIER WOHNTE ALFRED OTTENHEIMER JG. 1879 1937 FIRMA ARISIERT TOT 14.6.1938 BADEN BADEN                                                            | Schumannstraße 14 ·                               | 13. Nov. 2016  | |
| | HIER WOHNTE LUISE OTTENHEIMER GEB. KAUFMANN JG. 1889 UNFREIWILLIG VERZOGEN 1938 STUTTGART DEPORTIERT 1941 RIGA ERMORDET                          | Schumannstraße 14 ·                               | 13. Nov. 2016  | |
| | HIER WOHNTE RICHARD OTTENHEIMER JG. 1912 FLUCHT 1937 USA                                                                                         | Schumannstraße 14 ·                               | 13. Nov. 2016  | |
| | HIER WOHNTE WERNER OTTENHEIMER JG. 1916 FLUCHT 1935 SCHWEIZ 1940 CUBA                                                                            | Schumannstraße 14 ·                               | 13. Nov. 2016  | |
| Bild gesucht Die Wikipedia wünscht sich an dieser Stelle ein Bild vom Ort mit diesen Koordinaten 48.70156 9.65519 . Weitere Infos zum Motiv findest du vielleicht auf der Diskussionsseite . Falls du dabei helfen möchtest, erklärt die Anleitung , wie das geht. BW                                                         | HIER WOHNTE JOHANNA FREY JG. 1872 DEPORTIERT 1942 THERESIENSTADT ERMORDET 1.9.1942                                                               | Schützenstraße 10 ·                               | 16. Mai 2014   | Johanna Frey wurde am 12. Juli 1872 in Schwäbisch Hall geboren. Die alleinstehende Frau zog etwa 1930 nach Göppingen und wohnte in der Schützenstraße 19 zur Miete. Etwa 1939, als jüdische Mieter aus ‚arischen’ Häusern ausziehen mussten, fand sie ein neues Zuhause bei Betty Lauchheimer, der Großmutter von Inge Auerbacher, in Jebenhausen. Im gleichen Transport wie Inge wurde Frau Frey im August 1942 ins KZ Ghetto Theresienstadt deportiert und starb dort schon am 1. September 1942. |
| | HIER WOHNTE ELISE BENSINGER GEB. WERTHEIMER JG. 1877 DEPORTIERT 1942 THERESIENSTADT ERMORDET IN TREBLINKA                                        | Spitalstraße 17 ·                                 | 19. Sep. 2012  | Elise Bensinger, geboren als Elise Wertheimer am 17. Februar 1877 in Göppingen, bemühte sich seit November 1938 erfolglos um eine Flucht nach Frankreich und zog am 13. September 1939 von München in ihre Geburtsstadt Göppingen, wo weitere Familienmitglieder lebten. Zunächst wohnte sie beim Witwer Max Hirsch auf der Spitalstraße 17, dessen verstorbene Frau Ida (geb. Bauland) eine Schwester ihrer Mutter war. Am 20. August 1942 musste Elise Bensinger mit 15 weiteren Göppinger Juden die Stadt verlassen und wurde ins Ghetto Theresienstadt gebracht, von wo Elise Bensinger schon am 29. September desselben Jahres ins Vernichtungslager Treblinka gebracht und dort an einem nicht bekannten Zeitpunkt ermordet wurde. |
| | HIER WOHNTE THEODOR ISIDOR FRÄNKL JG. 1885 DEPORTIERT 1941 RIGA KZ JUNGFERNHOF ERMORDET 31.3.1942 RIGA                                           | Stuttgarter Straße 19 ·                           | 25. Nov. 2011  | Theodor Isidor Fränkl, geboren im September 1885 in München, kam 1911 nach Göppingen und heiratete am 21. Juli 1919 die Witwe Mina Brauer. Sie führten ein Bekleidungsgeschäft, welches 1932 wegen der Wirtschaftskrise in Konkurs ging, auch weitere Geschäfte scheitern. Nach dem gescheiterten Versuch nach Brasilien auszureisen und einer vorübergehenden Haft im KZ Dachau wurden auch sie gezwungen, in ein „Judenhaus“ (Geislinger Straße 6) zu ziehen. Am 28. November 1941 wurden Isidor Fränkl, seine Frau Mina und 39 weitere Göppinger Juden in das KZ Jungfernhof bei Riga deportiert. Ihre Ermordung durch deutsche Erschießungskommandos erfolgte in den Tagen ab dem 26. März 1942 im Wald von Biķernieki. |
| | HIER WOHNTE MINA THEKLA FRÄNKL GEB. REILINGER JG. 1881 DEPORTIERT 1941 RIGA KZ JUNGFERNHOF ERMORDET 31.3.1942 RIGA                               | Stuttgarter Straße 19 ·                           | 25. Nov. 2011  | Mina Thekla Fränkl, geboren am 20. April 1881 in Reilingen, heiratete mit 23 Jahren in Hockenheim Salomon Brauer aus Pyskowice (Oberschlesien), der in Stuttgart ein Bekleidungsgeschäft führte. 1910 kam ihr Sohn Lothar zur Welt und sie wohnten in Göppingen. Ihr Mann fiel am 2. Dezember 1914 im Ersten Weltkrieg. Sie heiratete am 21. Juli 1919 Isidor Theodor Fränkl, mit dem sie wieder ein Bekleidungsgeschäft führte. In der Weltwirtschaftskrise verschlechtern sich ihre kleinbürgerlichen Verhältnisse stetig. Nach der Machtergreifung der Nationalsozialisten wurden auch sie gezwungen, in ein „Judenhaus“ (Geislinger Straße 6) zu ziehen. Am 28. November 1941 wurden Isidor Fränkl, seine Frau Mina und 39 weitere Göppinger Juden in das KZ Jungfernhof bei Riga deportiert. Ihre Ermordung durch deutsche Erschießungskommandos erfolgte in den Tagen ab dem 26. März 1942 im Wald von Biķernieki. |
| | VORDERE KARLSTR. 12 WOHNTE KURT KUHNLE JG. 1910 EINGEWIESEN 1926 HEILANSTALT CHRISTOPHSBAD 'VERLEGT' 5.12.1940 GRAFENECK ERMORDET 5.12.1940      | Ulmer Straße ·                                    | 5. Dez. 2020   | |
| | HIER WOHNTE THEODOR KYNAST JG. 1904 EINGEWIESEN HEILANSTALT CHRISTOPHSBAD GÖPPINGEN 'VERLEGT'                                                    | Vordere Karlstraße 64 ·                           | Apr. 2007      | |
| | HIER WOHNTE BETTY LAUCHHEIMER GEB. LETER JG. 188? DEPORTIERT 1941 RIGA ERSCHOSSEN NOV. 1941                                                      | Vorderer Berg 23 ·                                |                | |
| | HIER WOHNTE MAX LAUCHHEIMER JG. 1871 'SCHUTZHAFT' 1938 DACHAU TOT AN HAFTFOLGEN 26.5.1939                                                        | Vorderer Berg 23 ·                                |                | |
| | HIER WOHNTE ALBERT SCHULER JG. 1911 GESTAPOHAFT 3.7.1943 HINGERICHTET 10.12.1943 ZUCHTHAUS BRANDENBURG                                           | Wolfstraße 8 (Lage)                               | 27. Sep. 2005  | |